# Suramericano de Natación de 2004 - 200 m. Pecho Masculino
La prueba de 200 m pecho masculino del campeonato sudamericano de natación de 2004 se realizó el 25 de marzo de 2004, el cuarto y último día de competencias del campeonato. Un nadador logró la marca clasificatoria para los Juegos Olímpicos de Atenas 2004.

## Resultados
| Posición | Carril | Nadador          | Tiempo       |
| -------- | ------ | ---------------- | ------------ |
| 1        | 3      | Eduardo Fisher   | 2:18.66. MCO |
| 2        | 5      | Leopoldo Andara  | 2:24.68.     |
| 3        | 4      | Ramiro Palmar    | 2:25.29.     |
| 4        | 6      | Walter Arciprete | 2:26.19.     |
| 5        | 1      | Segio Ferreyra   | 2:26.55.     |
| 6        | 7      | Marcos Burgos    | 2:26.68.     |
| 7        | 2      | Javier Gómez     | 2:30.29.     |
| 8        | 8      | Cristian Orjuela | 2:35.37.     |

MCO: Marca Clasificatoria a Olímpicos.